# Milczenie morza
Milczenie morza (fr. Le Silence de la mer) – opowiadanie Jeana Marcela Brullera z 1942.
Akcja książki toczy się w 1941 r., podczas II wojny światowej w okupowanej przez III Rzeszę Francji. Mężczyzna w podeszłym wieku, mieszkający z siostrzenicą, musi zakwaterować w swoim domu niemieckiego porucznika, Wernera von Ebrennaca, z zawodu kompozytora, zakochanego w kulturze francuskiej. Oficer każdego wieczoru przychodzi do wspólnie użytkowanego salonu z kominkiem, w którym opowiada  o kulturze, przedstawia poglądy o przyszłej współpracy Niemiec i Francji. Domownicy odpowiadają milczeniem, na znak biernego oporu.
Pozycja znajduje się na liście 100 książek XX wieku według Le Monde.

## Ekranizacje i adaptacje teatralne
- 1949 – Milczenie morza(inne języki)[5], reż. Jean-Pierre Melville
- 2004 – Le silence de la mer(inne języki) (tv), reż. Pierre Boutron(inne języki)[6]
- 2013 –  The silence of the sea, Donmar Warehouse(inne języki), reż. Simon Evans(inne języki)[7]